# Academy of Management
Academy of Management − międzynarodowe stowarzyszenie badaczy z zakresu zarządzania i teorii organizacji. Coroczna konferencja Akademii odbywa się w Stanach Zjednoczonych.
Akademia wydaje dwa znane periodyki naukowe: „Academy of Management Journal” oraz „Academy of Management Review”. 